# Sven af Winklerfelt
Sven af Winklerfelt, före adlandet Winckler, född 9 maj 1722 i Karlskrona, död 1 april 1807 i Alingsås, var en svensk militär.
Han var son till grosshandlaren Johan Mikael Winckler (1693–1732) och Rebecka Planck (1701–1787) samt från 1763 gift på Rössjöholm med Christina Sofia Silfverskiöld (död 1786), som var dotter till överstelöjtnanten Peter Silfversköld. Makarna fick dottern Anna Sofia 1764 som gifte sig 1785 med ryttmästaren John David af Sandeberg (1759–1795) och sonen majoren Johan Mikael af Wiklerfelt (1769–1811).
Winckler blev volontär vid fortifikationen 1737 och konduktör vid finska fältstaten 1741. Han var konduktör vid andra fortifikationsbrigaden 1742 samt volontär vid franska armén i Flandern 1746. Han utnämndes till löjtnant vid första fortifikationsbrigaden 1747 och kapten där 1750. Han utnämndes till major 1756 och överstelöjtnant 1764 samt överste 1766 och generalkvartermästarelöjtnant 1769. Han blev generalmajor 1775, generallöjtnant 1782 och slutligen general 1799. Som militär deltog Winckler i finska kriget 1741 och 1742 samt franska fälttåget i Flandern 1746. Han adlades 1770 och introducerades på Riddarhuset 1776 under nummer 2064. Han blev riddare av Svärdsorden 1753 och kommendör av Svärdsorden 1801.